# IC 1470
IC 1470 — галактика типу EN (емісійна туманність) у сузір'ї Цефей.
Цей об'єкт міститься в оригінальній редакції індексного каталогу.